# Mule (software)
Mule es un framework de mensajería ESB (Enterprise Service Bus). 
Es un gestor de objetos escalable y distribuible que puede manejar interacciones con servicios y aplicaciones que usan distintas tecnologías de transporte y mensajería.
Mule fue diseñado para ser liviano y fácilmente embebible en aplicaciones Java y servidores de aplicación o correr como un servidor stand alone. Se integra con un número de frameworks como spring, hivemind y plexus y soporta muchos componentes de transporte y servicio como JMS, SOAP, JBI, BPEL, EJB, AS/400, HTTP, JDBC, TCP, UDP, SMTP, FILE, FTP y más.
Provee poderosas capacidades de ruteo y auditación de mensajes que son definidos en los Patrones de Integración Empresariales, libro de Gregor Hohpe y Bobby Woolf.
El Proyecto Mule también tiene un Contenedor Java Business Integration (JBI/JSR-208) llamado MuleJBI y se distribuye con un IDE basado en Eclipse llamado MuleIDE, el cual es un set de Plug-Ins para Eclipse que sirven para desarrollar, desplegar y gestionar los proyectos.
- Datos: Q935976